# Bernadets-Dessus
Bernadets-Dessus é uma comuna francesa na região administrativa de Occitânia, no departamento dos Altos Pirenéus. Estende-se por uma área de 7,86 km², Em 2010 a comuna tinha 159 habitantes (densidade: 20,2 hab./km²)..